# Antonio Capuzzi
Giuseppe Antonio Capuzzi, častěji pouze Antonio Capuzzi nebo Capucci (1. srpna 1755 Brescia – 28. března 1818 Bergamo) byl italský hudební skladatel a houslista.

## Život
Hru na housle studoval u Antonia Nazari, který byl žákem Giuseppe Tartiniho. Ve skladbě byl jeho učitelem Ferdinando Bertoni. Od roku 1780 působil jako houslista u městských divadelních orchestrů v Benátkách a od roku 1785 také v bazilice svatého Marka. V roce 1792 se stal koncertním mistrem orchestru divadla Teatro La Fenice.
V roce 1796 odešel přes Vídeň do Londýna, kde složil úspěšný balet, La villageoise enlevée, který byl uveden na scénu v následujícím roce. Přestože dostal pozvání od Kateřiny Veliké na prestižní místo v kapele ruského císařského dvora, raději se vrátil do Benátek. Po pádu Benátské republiky se usadil v Bergamu, kde byl prvním houslistou v orchestru baziliky Santa Maria Maggiore pod vedením Johanna Simona Mayra. V Bergamu působil také jako profesor hry na housle a dirigent divadla Teatro Riccardi. Zemřel 28. března 1818, devět dní poté, co utrpěl infarkt.
Capuzzi byl ve své době uznávaný a vážený jak jako učitel, tak i jako hudebník. Téměř všechna svá díla zkomponoval v letech strávených v Benátkách. Z jeho skladeb zůstaly živé zejména instrumentální koncerty (housle, kontrabas) a smyčcová kvarteta.

## Dílo

### Jevištní díla
- Cefalo e Procri (favola in prosa con musica, libreto Alessandro Pepoli, 1792)
- Eco e Narciso (favola, libreto Alessandro Pepoli, 1793)
- I bagni d'Abano, ossia La forza delle prime impressioni (commedia, libreto Antonio Simeone Sografi podle Carla Goldoniho, 1794, Benátky)
- Sopra l'ingannator cade l'inganno, ovvero i due granatieri (farsa giocosa, libreto Giuseppe Maria Foppa, 1801, Benátky)
- La casa da vendere (farsa giocosa, libreto Giulio Domenico Camagna, 1804, Benátky)
- Nejméně 20 baletů

### Instrumentální hudba
- Sinfonia concertante per 2 violini, corno/viola obbligato/a (1790, Benátky)
- Koncert pro violon a orchestr
- 5 houslových koncertů
- 18 smyčcových kvartet
- 6 smyčcových kvintet
- 6 divertimenti per violino e basso e altri strumenti (1790, Benátky)
- Concertone per vari strumenti (1784, Benátky)
- Sonata per violino e accompagnamento (1805, Vídeň)